# Nathaniel Mitchell
Nathaniel Mitchell  (*  1753 in Laurel, Delaware Colony; † 21. Februar 1814 ebenda) war ein US-amerikanischer Politiker und von 1805 bis 1808 Gouverneur des Bundesstaates Delaware. Außerdem war er von 1787 bis 1788 Delegierter zum Kontinentalkongress.

## Frühe Jahre und politischer Aufstieg
Mitchells war zunächst in der Landwirtschaft tätig, ehe er zu Beginn des Unabhängigkeitskrieges in die Kontinentalarmee eintrat. Dort stieg er im Verlauf des Krieges bis zum Major auf. Er war an mehreren Schlachten beteiligt. Unter anderem war er mit George Washington im Valley Forge. 1781 geriet er in britische Kriegsgefangenschaft. Nach der entscheidenden Schlacht von Yorktown wurde er wieder freigelassen.
Zwischen 1787 und 1788 war er Mitglied des Kontinentalkongresses und von 1788 bis 1805 war er Notar im Sussex County. Im Jahr 1801 bewarb er sich als Kandidat seiner Föderalistischen Partei um das Amt des Gouverneurs von Delaware. Er unterlag mit nur 18 Stimmen Unterschied gegen David Hall. Bei den nächsten Gouverneurswahlen am 2. Oktober 1804 schaffte er dann gegen den späteren Gouverneur Joseph Haslet den erhofften Wahlsieg.

## Gouverneur von Delaware
Nathaniel Mitchell trat seine dreijährige Amtszeit am 15. Januar 1805 an. Das wichtigste Ereignis in seiner Regierungszeit war die Erfüllung einer Quote von 814 voll bewaffneten und ausgerüsteten Soldaten, die einer dem Bund unterstehenden Miliz zur Verfügung gestellt werden mussten. Das Erreichen dieses Ziels erforderte einen großen Zeit- und Verwaltungsaufwand. Aufgrund einer Verfassungsklausel durfte Mitchell im Jahr 1807 nicht erneut kandidieren. Daher schied er am 19. Januar 1808 aus seinem Amt aus.

## Weiterer Lebenslauf
Zwischen 1808 und 1810 war Mitchell dann Abgeordneter im Repräsentantenhaus von Delaware und von 1810 bis 1812 war er Mitglied des Staatssenats. Gouverneur Mitchell starb am 21. Februar 1814. Er wurde in seiner Heimatstadt Laurel beigesetzt. Mit seiner Frau Hannah Morris hatte er sieben Kinder.  